# Ślaz

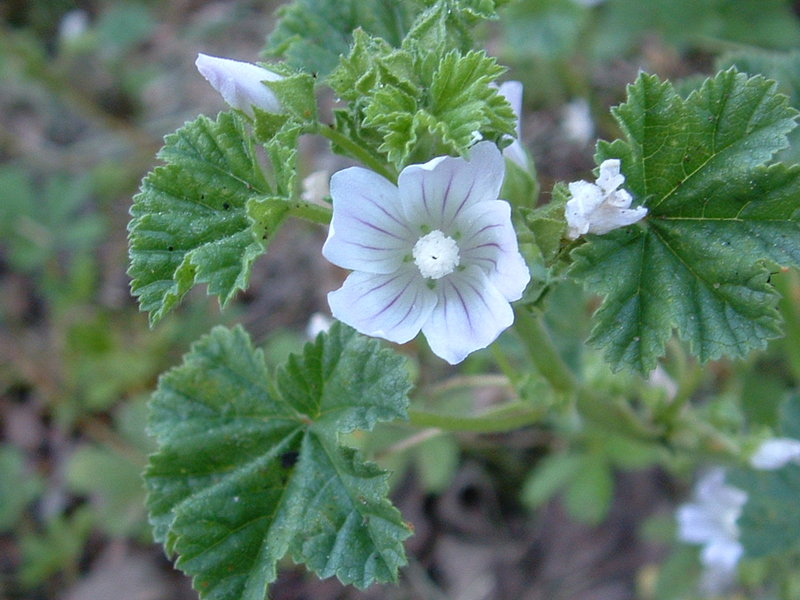
Ślaz zaniedbany

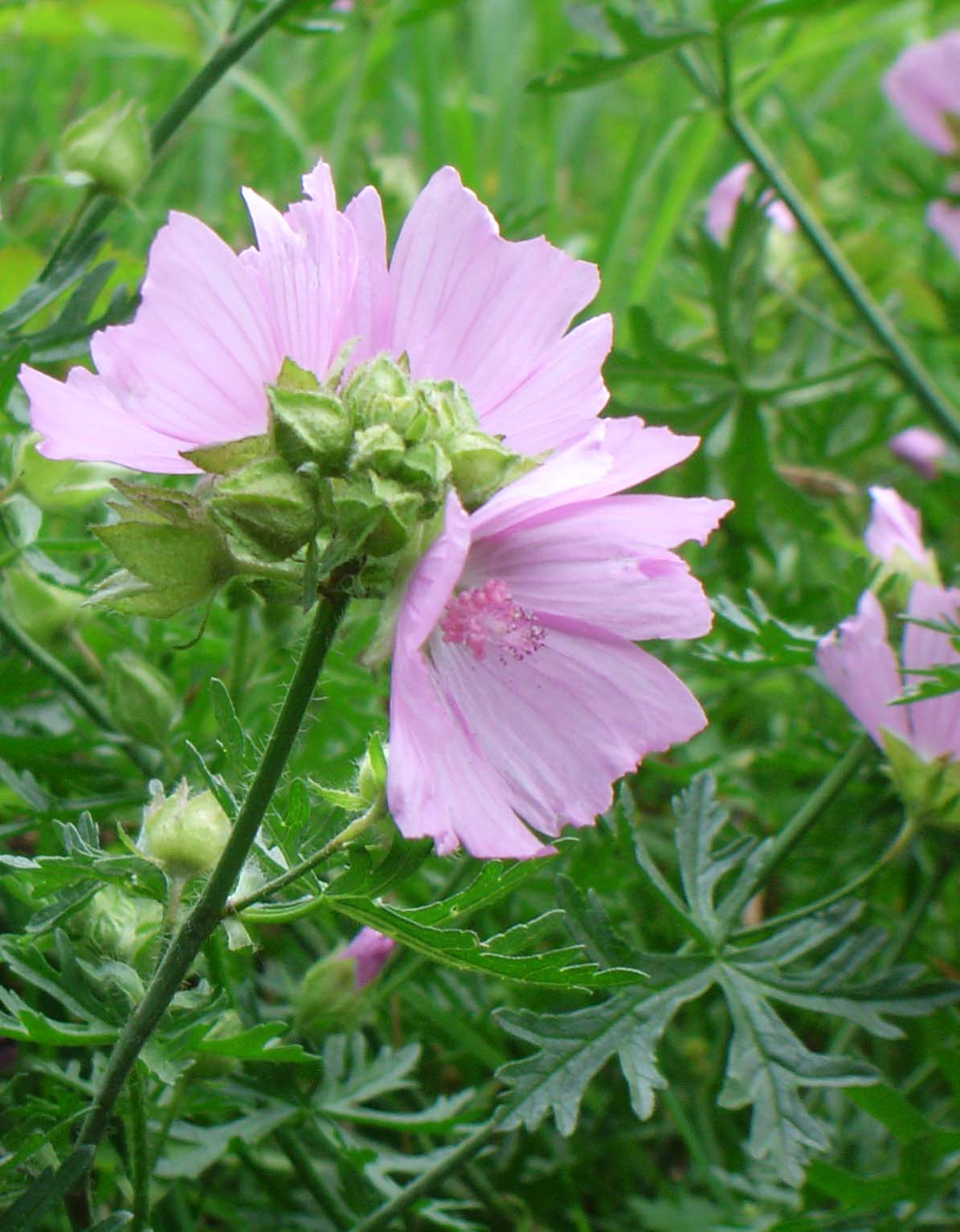
Ślaz piżmowy

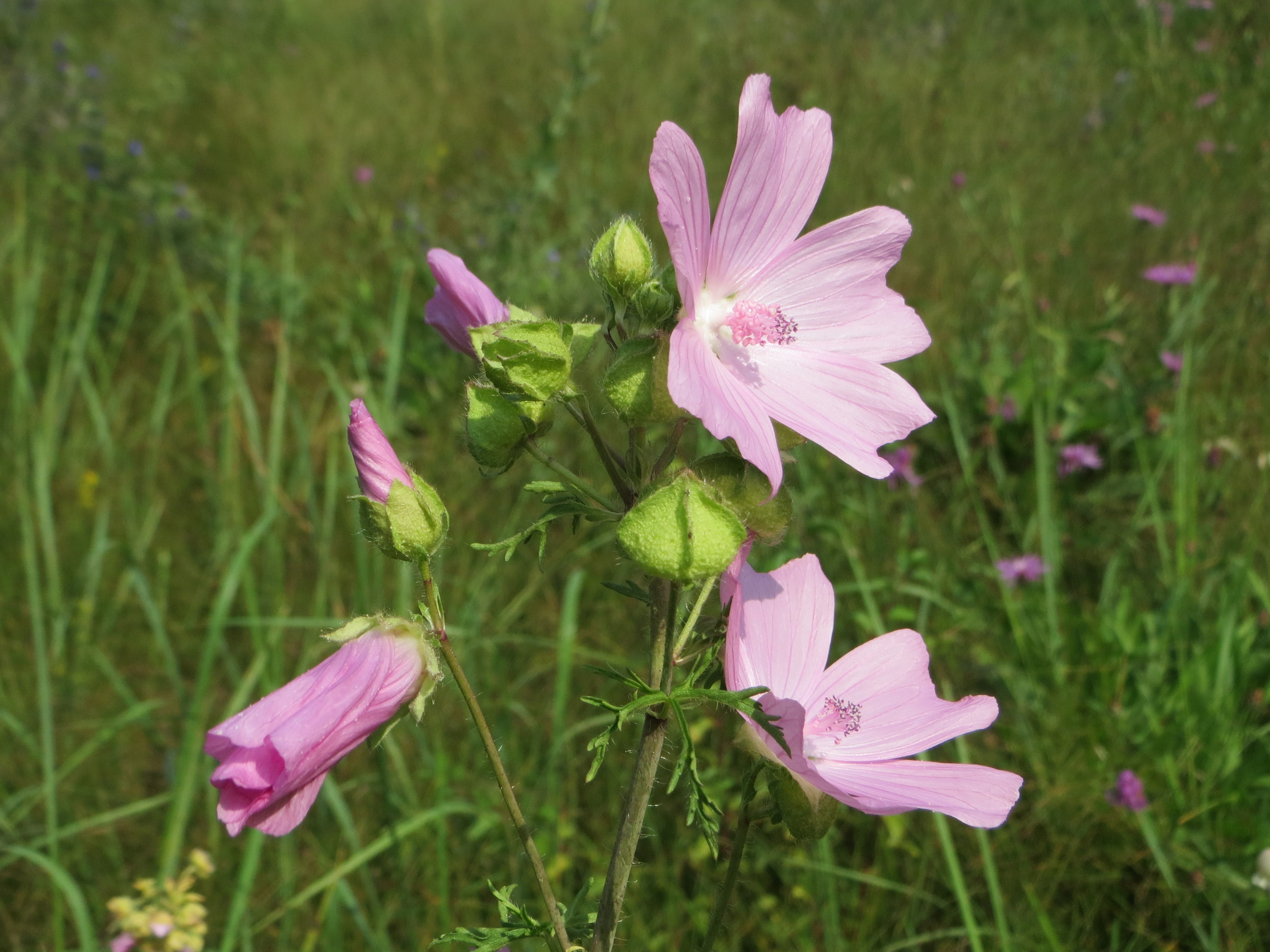
Ślaz zygmarek

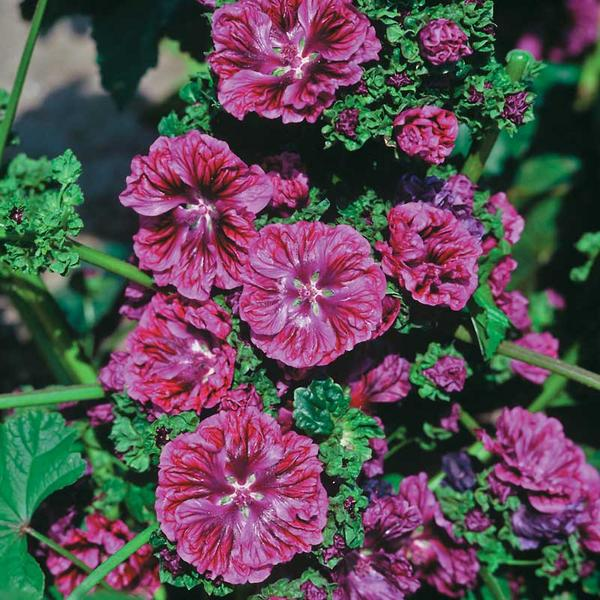
Odmiana ozdobna 'Purple Satin'

Ślaz (Malva L.) – rodzaj roślin należący do rodziny ślazowatych. W wąskim ujęciu taksonomicznym należy do niego ok. 30 gatunków, a w szerokim, obejmującym m.in. gatunki z rodzaju ślazówka Lavatera – 56 gatunków. Rosną one na murawach, w miejscach skalistych i na siedliskach ruderalnych. Liczne gatunki to chwasty upraw. Występują naturalnie w Europie, Azji i Afryce. Niektóre gatunki uprawiane są jako ozdobne, zwłaszcza ślaz piżmowy i ślaz dziki o kwiatach ciemnopurpurowych (tzw. ślaz maurytański). Niektóre gatunki są wykorzystywane leczniczo. Młode liście są spożywane jako warzywo.

## Rozmieszczenie geograficzne
W Europie rośnie 13 gatunków, z czego w Polsce 7 jako zadomowione antropofity i kilka dalszych jako przejściowo dziczejące. Pozostałe gatunki występują w Azji oraz na terenach górskich w Afryce. W szerokim ujęciu do rodzaju należą też gatunki obecne w Australii i zachodniej części Ameryki Północnej.
Gatunki flory Polski
Pierwsza nazwa naukowa według listy krajowej, druga – obowiązująca według bazy taksonomicznej Plants of the World online (jeśli jest inna)
- ślaz drobnokwiatowy[10], ślaz drobny[11] Malva pusilla L. – antropofit zadomowiony
- Malva parviflora L. – efemerofit (też określany nazwą „ślaz drobnokwiatowy”[10][11])
- ślaz dziki Malva sylvestris L. – antropofit zadomowiony
- ślaz kędzierzawy Malva crispa L. ≡ M. verticillata L. – antropofit zadomowiony
- ślaz nicejski Malva nicaeensis All. – efemerofit
- ślaz okółkowy Malva verticillata L. – gatunek uprawiany
- ślaz piżmowy Malva moschata L. – antropofit zadomowiony
- ślaz zaniedbany Malva neglecta L. – antropofit zadomowiony
- ślaz zygmarek Malva alcea L. – antropofit zadomowiony

Z terenu Polski wymieniany był jako osobny gatunek ślaz wycięty (Malva excisa Rchb.), który w nowszych ujęciach systematycznych traktowany jest jako podgatunek Malva alcea subsp. excisa Holub ew. w ogóle kwestionuje się odrębność taksonomiczną tych roślin. Podawany także ślaz maurytański (Malva mauritiana L.) (przejściowo dziczejący z upraw efemerofit) to ciemnopurpurowe ślazy dzikie wyodrębniane jako podgatunek subsp. mauritanica.

## Morfologia
PokrójRośliny jednoroczne, dwuletnie lub byliny osiągające do 1,5 m wysokości, ale większość przedstawicieli ma pędy płożące, niewielkie. Rośliny nagie lub owłosione, z włoskami pojedynczymi lub gwiazdkowatymi.
LiścieSkrętoległe, o blaszkach okrągłych lub nerkowatych, zwykle dłoniasto wcinane, czasem głęboko. Przylistki obecne, trwałe lub szybko odpadające, od równowąskich, poprzez lancetowate do trójkątnych i jajowatych.
KwiatyPojedyncze lub zebrane po kilka w kątach liści, rzadko w szczytowych gronach. Kwiaty promieniste, 5-płatkowe, podobne do kwiatów malw, ale drobniejsze. U podstawy kwiatów znajduje się trójlistkowy kieliszek z wolnymi zazwyczaj działkami. Pięć działek kielicha jest zrośniętych u nasady. Płatki barwy białej, różowej do purpurowej są na szczycie mniej lub bardziej wcięte. Pręciki są liczne, zrośnięte w kolumnę otaczającą słupki.
OwoceJednonasienne rozłupki w liczbie 6 do 15 (rzadko do 20) tworzące dysk wokół trwałych słupków. Owoce otulone są trwałymi działkami kielicha.

## Systematyka
Rodzaj tradycyjnie odróżniany od podobnych roślin z rodzaju ślazówka (Lavatera) na podstawie wolnych listków kieliszka (u ślazówek kubeczkowato zrośniętych). Analizy molekularne w zasadzie nie wykazują podziału na te rodzaje, a w każdym razie zrośnięcie kieliszka nie jest trafnym kryterium podziału. Z kryteriów morfologicznych użyteczne wydają się różnice w budowie owoców, przy czym postulowane jest przeniesienie części gatunków (zwłaszcza kalifornijskich i australijskich) tradycyjnie zaliczanych do Lavatera do rodzaju Malva.
Pozycja systematyczna według APweb (aktualizowany system APG IV z 2013)
Należy do plemienia Malveae, podrodziny Malvoideae, rodziny ślazowatych Malvaceae, rzędu ślazowców, kladu różowych (rosids) w obrębie okrytonasiennych (Magnoliophyta ).
Pozycja w systemie Reveala (1993-1999)
Gromada okrytonasienne (Magnoliophyta Cronquist), podgromada Magnoliophytina Frohne & U. Jensen ex Reveal, klasa Rosopsida Batsch, podklasa ukęślowe (Dilleniidae Takht. ex Reveal & Tahkt.), nadrząd Malvanae Takht., rząd ślazowce (Malvales Dumort.), podrząd Malvineae Rchb., rodzina ślazowate (Malvaceae Juss.), podrodzina Malvoideae Burnett, plemię Malveae J. Presl, podplemię Malvinae A. Gray, rodzaj ślaz (Malva L.).
Wykaz gatunków
- Malva acerifolia (Cav.) Alef.
- Malva × adulterina Wallr.
- Malva aegyptia L.
- Malva aethiopica C.J.S.Davis
- Malva agrigentina (Tineo) Soldano, Banfi & Galasso
- Malva alcea L. – ślaz zygmarek, ślaz wycięty
- Malva arborea (L.) Webb & Berthel.
- Malva × arbosii Sennen
- Malva assurgentiflora (Kellogg) M.F.Ray
- Malva bucharica Iljin
- Malva cachemiriana (Cambess.) Alef.
- Malva cavanillesiana Raizada
- Malva × clementii (Cheek) Stace – ślazówka Clementa
- Malva × columbretensis (Juan & M.B.Crespo) Juan & M.B.Crespo
- Malva cretica Cav.
- Malva durieui Spach
- Malva × egarensis Cadevall
- Malva excisa Rchb.
- Malva flava (Desf.) Alef.
- Malva hispanica L. – ślazówka nadmorska
- Malva × inodora Ponert
- Malva × intermedia Boreau
- Malva leonardii I.Riedl
- Malva lindsayi (Moran) M.F.Ray
- Malva × litoralis Dethard. ex Rchb.
- Malva longiflora (Boiss. & Reut.) Soldano, Banfi & Galasso
- Malva ludwigii (L.) Soldano, Banfi & Galasso
- Malva lusitanica (L.) Valdés
- Malva maroccana (Batt. & Trab.) Verloove & Lambinon
- Malva microphylla (Baker f.) Molero & J.M.Monts.
- Malva moschata L. – ślaz piżmowy
- Malva multiflora (Cav.) Soldano, Banfi & Galasso
- Malva neglecta Wallr. – ślaz zaniedbany
- Malva nicaeensis All. – ślaz nicejski
- Malva oblongifolia (Boiss.) Soldano, Banfi & Galasso
- Malva occidentalis (S.Watson) M.F.Ray
- Malva olbia (L.) Alef. – ślazówka olbijska
- Malva oxyloba Boiss.
- Malva pacifica M.F.Ray
- Malva pamiroalaica Iljin
- Malva parviflora L.
- Malva phoenicea (Vent.) Alef.
- Malva preissiana Miq.
- Malva punctata (All.) Alef.
- Malva pusilla Sm. – ślaz drobnokwiatowy, ślaz drobny
- Malva qaiseri Abedin
- Malva setigera K.F.Schimp. & Spenn.
- Malva stenopetala (Coss. & Durieu ex Batt.) Soldano, Banfi & Galasso
- Malva stipulacea Cav.
- Malva subovata (DC.) Molero & J.M.Monts.
- Malva sylvestris L. – ślaz dziki
- Malva thuringiaca (L.) Vis. – ślazówka turyngska
- Malva tournefortiana L.
- Malva trimestris (L.) Salisb. – ślazówka letnia
- Malva unguiculata (Desf.) Alef.
- Malva valdesii (Molero & J.M.Monts.) Soldano, Banfi & Galasso
- Malva verticillata L. – ślaz okółkowy, ślaz kędzierzawy
- Malva vidalii (Pau) Molero & J.M.Monts.
- Malva waziristanensis Blatt.
- Malva weinmanniana (Besser ex Rchb.) Conran
- Malva xizangensis Y.S.Ye, L.Fu & D.X.Duan
- Malva × zoernigii Fleisch.

## Zastosowanie
Niektóre gatunki są uprawiane jako rośliny ozdobne w ogrodach na rabatach, szczególnie w ogrodach naturalistycznych. Najlepiej rosną na słonecznym stanowisku i na przepuszczalnym, niezbyt żyznym podłożu. Są całkowicie mrozoodporne. Rozmnaża się je przez nasiona lub sadzonki, zwykle w ogrodzie rozsiewają się same. Po pierwszym kwitnieniu należy je nieco przyciąć.
Niektóre gatunki wykorzystywane są jako rośliny lecznicze. Młode liście są jadalne.